# 블랙 오디오
블랙 오디오(Blaqk Audio)는 미국의 전자 음악 그룹이다. AFI의 멤버인 데이비 헤이벅과 제이드 푸겟이 결성하였다.